# Lobotes surinamensis
Lobotes surinamensis är en fiskart som först beskrevs av Bloch, 1790.  Lobotes surinamensis ingår i släktet Lobotes och familjen Lobotidae. Inga underarter finns listade i Catalogue of Life.